# Resguardo indígena
El Resguardo es una institución legal, conformada por un territorio reconocido de una comunidad de ascendencia amerindia, con título de propiedad inalienable, colectivo o comunitaria, regido por un estatuto especial autónomo, con pautas y tradiciones culturales propias. Esta institución fue mantenida por algunas repúblicas y es reconocida plenamente en Colombia (véase Territorios indígenas de Colombia).

## Origen
Surgió el resguardo por la necesidad de disponer de mano de obra y de provisión de alimentos, por lo cual la legislación española procuró limitar la explotación de los indígenas y la entrega de tierras a los conquistadores, de manera que se mantuviera a los indígenas en el cultivo. En la medida en que la relación del indígena con la tierra estaba mediada por la comunidad, procuraron estructurar la vida de los poblados o reducciones de indígenas sobre la base de los Resguardos, reconocidos simultáneamente con las encomiendas y las mitas que disponían de la mano de obra para las haciendas y las minas y con las reparticiones de tierras en beneficio de los colonizadores.
En 1593, el presidente de la Real Audiencia de Santafé de Bogotá, doctor Antonio González ordenó delimitar como "tierra de resguardo" lotes de terreno para las parcialidades indígenas, sujetas o no a encomienda. El territorio hasta entonces ocupado por ellos fue recortado y las tierras que los funcionarios coloniales consideraron innecesarias para el sustento de la comunidad y su futuro, fueron declaradas como "sobras" destinadas a la venta por las autoridades reales mediante el pago de "composiciones". Las tierras no ocupadas, fueron declaradas "realengas" (baldíos) pertenecientes a la Corona y sujeta a las "composiciones".  Se ordenaba concentrar a los indios en sitios precisos y grandes porciones de terrenos quedaban sujetas a la  venta por composición. Es de advertir que el título del resguardo no implicaba el derecho de propiedad territorial, sino el de usufructo y no se permitía la venta o enajenación de sus tierras.

## Características
El Resguardo como unidad territorial y económica estaba integrado por los alrededores de cada poblado o reducción indígena y como bien raíz era en conjunto inalienable, pero para el usufructo se diferenciaba por una parte entre  las tierras que se distribuían a censo entre familias, y por otra, las de aprovechamiento comunal y otras que eran cultivadas en beneficio de la colectividad, por turnos denominados «Obligaciones». Las cajas de censos de la comunidad se nutrían no solo de ingresos agropecuarios obtenidos en las tierras trabajadas por el sistema de Obligaciones, sino mediante los obrajes —telares colectivos que funcionaban en los poblados y que servían para comercializar insumos y vestir a la comunidad— para vender hilos, telas, mantas y otras vestimentas. Con las cajas se atendía las necesidades básicas de huérfanos, viudas, inválidos y ancianos. La legislación colonial y la republicana impuso tributos y obligaciones diferentes a las cajas. Un cacique o un gobernador, era reconocido como autoridad principal de cada Resguardo y era el responsable del orden interno.
El nombre de "resguardo" propiamente dicho se utilizó en Nueva Granada. El concepto era atípico, incluso dentro de la terminología hispanoamericana colonial, aunque no así el frecuente establecimiento de "pueblos de indios" y la asignación de tierras a las diversas comunidades aborígenes que se hicieron en diferentes lugares. Se les conocieron con otros nombres como el de "congregaciones" y fundo legal en el Virreinato de Nueva España, tierra de comunidad, y posteriormente reserva indígena, muy utilizado en la actual República Argentina, y las tierras indígenas de Brasil. Reserva india fue el término más utilizado en la América anglosajona, en inglés: "Indian Reservation" que abarcan en la actualidad territorios mucho más extensos.

## Consecuencias
Se constituyeron con apenas una parte de los territorios tradicionales de los pueblos indígenas, generalmente fuera de las tierras planas de calidad agrícola, las cuales fueron reservadas para las haciendas de los colonizadores. Después de constituidos, los indígenas sufrieron sucesivamente nuevos despojos territoriales, que se repitieron tras la independencia de las repúblicas hispanoamericanas; muchos fueron declarados vacantes porque las comunidades supuestamente habían dejado de existir y la legislación propició su disolución, división, repartición y titulación individual, bien fuera por la voluntad de la comunidad o de los comuneros o por mera orden de la ley.
La lucha del indígena por la tierra del Resguardo fue al mismo tiempo la lucha por conservar la forma colectiva de propiedad sobre ella, por lo cual los movimientos indígenas del siglo XX reivindicaron y en algunos casos obtuvieron la recuperación de los Resguardos e inclusive la constitución de nuevos, en los territorios indígenas donde no se había reconocido la propiedad colectiva de los respectivos pueblos. Las nuevas Constituciones Políticas y sus reformas que reconocen la propiedad colectiva y su inalienabilidad, así como el Convenio 169 de la Organización Internacional del Trabajo que ordena reconocer a los pueblos indígenas la propiedad de las tierras que tradicionalmente ocupan (artículo 14), han favorecido el surgimiento de nuevos Resguardos y la defensa de los de origen colonial.